# Хубер, Гюнтер
Гюнтер Хубер (нем. Günther Huber, 28 октября 1965, Брунико, Италия) — итальянский бобслеист немецкого происхождения, пилот, выступавший за сборную Италии в 1990-е годы. Олимпийский чемпион, чемпион мира и Европы, трёхкратный обладатель Кубка мира.

## Биография
Гюнтер Хубер родился 28 октября 1965 года в коммуне Брунико, с детства полюбил спорт и, прежде чем попасть в бобслей, занимался лёгкой атлетикой. Став членом главной сборной страны, уже в сезоне 1991/92 по результатам общего зачёта двухместных экипажей получил Кубок мира. Благодаря этим успешным заездам в 1992 году его вместе с напарником Стефано Тиччи взяли защищать честь Италии на Олимпийские игры в Альбервиль, тем не менее, добраться до призовых позиций команде не удалось: пятое место среди двоек и пятнадцатое среди четвёрок.
Взойти на олимпийский подиум Хубер смог два года спустя на Играх в Лиллехаммере, финишировав третьим в состязаниях двухместных экипажей. Итоговый результат в программе четвёрок оказался менее впечатляющим, лишь девятая позиция. В 1998 году на Играх в Нагано спортсмен на пару с Антонио Тартальей завоевал золотую медаль, став олимпийским чемпионом. Награду пришлось разделить со сборной Канады, которая по итогам четырёх заездов показала точно такое же время. Четырёхместный итальянский боб не повторил успех двухместного, добравшись лишь до четырнадцатого места. В 2002 году Хубер также принимал участие в Олимпийских играх в Солт-Лейк-Сити, однако им с Тартальей пришлось довольствоваться здесь восьмой позицией.
Помимо всего прочего, Хубер имеет в послужном списке две медали мирового первенства: серебряную, выигранную в 1997 году в швейцарском Санкт-Морице, и золотую, полученную после соревнований 1999 года в Кортина-д’Ампеццо. Он неоднократно побеждал на различных этапах Кубка мира: трижды становился обладателем этого трофея, трижды серебряным призёром и пять раз бронзовым. Является двукратным чемпионом Европы.
После завершения карьеры профессионального спортсмена остался работать в бобслее на административных должностях, а в 2008 году был назначен на пост главного тренера национальной команды Италии. У Гюнтера есть три брата, известные по выступлениям в санном спорте — Арнольд, Норберт и Вильфрид.